# Mario Yepes
Mario Yepes (Cali, 13 januari 1976) is een Colombiaans voormalig voetballer die bij voorkeur als verdediger speelde. Yepes debuteerde in 1999 in het Colombiaans voetbalelftal, waarvoor hij meer dan honderd interlands speelde.

## Clubcarrière
Yepes begon zijn carrière bij de Colombiaanse tweede divisieclub Cortuluá, voordat hij in 1997 de overstap maakte naar Deportivo Cali. Met deze club werd hij in 1998 landskampioen en haalde hij in 1999 de finale van de Copa Libertadores. In 1999 vertrok hij naar het Argentijnse River Plate, waarmee hij tweemaal het landskampioenschap behaalde.
Hij kon vervolgens tekenen bij verschillende clubs in Italië en Engeland, maar koos voor het Franse FC Nantes. Yepes groeide uit tot een van de betere centrale verdedigers in de Franse competitie en verdiende in 2004 een transfer naar Paris Saint-Germain, waar hij tot de zomer van 2008 verbleef. Op 1 september, nét voor het sluiten van de transferperiode werd Yepes gecontracteerd door de opnieuw naar de Serie A gepromoveerde club Chievo Verona. Vervolgens vertrok hij in de zomer van 2010 naar AC Milan. In juli 2013 maakte hij de overstap naar Atalanta Bergamo. In het seizoen 2013/14 speelde hij vierentwintig competitieduels bij Atalanta. Hij tekende in september 2014 een eenjarig contract bij CA San Lorenzo, dat hem transfervrij inlijfde na zijn vertrek bij Atalanta Bergamo. In januari 2016 maakte hij op veertigjarige leeftijd het einde van zijn spelersloopbaan bekend.

## Interlandcarrière
In 2001 won Yepes met het Colombiaans voetbalelftal de Copa América in eigen land. Hij maakte zijn debuut in de nationale ploeg op 9 februari 1999, net als aanvaller Edwin Congo. In het oefenduel tegen Duitsland viel hij na de eerste helft in voor Jorge Bolaño. Sinds 1999 was hij actief in het nationaal elftal. In mei 2014 werd Yepes door bondscoach José Pékerman opgenomen in de selectie voor het wereldkampioenschap voetbal in Brazilië.

## Statistieken
| Seizoen | Club                | Land       | Competitie       | Duels | Goals |
| ------- | ------------------- | ---------- | ---------------- | ----- | ----- |
| 1995/96 | Cortuluá            | Colombia   | Serie B          | 59    | 4     |
| 1996/97 | Cortuluá            | Colombia   | Serie B          | 17    | 3     |
| 1997/98 | Deportivo Cali      | Colombia   | Copa Mustang     | 48    | 6     |
| 1998/99 | Deportivo Cali      | Colombia   | Copa Mustang     | 13    | 1     |
| 1999/00 | CA River Plate      | Argentinië | Primera División | 28    | 2     |
| 2000/01 | CA River Plate      | Argentinië | Primera División | 33    | 2     |
| 2001/02 | CA River Plate      | Argentinië | Primera División | 14    | 2     |
| 2001/02 | FC Nantes           | Frankrijk  | Ligue 1          | 11    | 0     |
| 2002/03 | FC Nantes           | Frankrijk  | Ligue 1          | 33    | 2     |
| 2003/04 | FC Nantes           | Frankrijk  | Ligue 1          | 29    | 0     |
| 2004/05 | Paris Saint-Germain | Frankrijk  | Ligue 1          | 32    | 3     |
| 2005/06 | Paris Saint-Germain | Frankrijk  | Ligue 1          | 32    | 4     |
| 2006/07 | Paris Saint-Germain | Frankrijk  | Ligue 1          | 24    | 1     |
| 2007/08 | Paris Saint-Germain | Frankrijk  | Ligue 1          | 27    | 0     |
| 2008/09 | Chievo Verona       | Italië     | Serie A          | 32    | 0     |
| 2009/10 | Chievo Verona       | Italië     | Serie A          | 31    | 1     |
| 2010/11 | AC Milan            | Italië     | Serie A          | 13    | 0     |
| 2011/12 | AC Milan            | Italië     | Serie A          | 11    | 1     |
| 2012/13 | AC Milan            | Italië     | Serie A          | 14    | 0     |
| 2013/14 | Atalanta Bergamo    | Italië     | Serie A          | 25    | 0     |
| 2014/15 | CA San Lorenzo      | Argentinië | Primera División | 31    | 0     |
| Totaal  | Totaal              | Totaal     | Totaal           | 502   | 29    |

## Erelijst
Deportivo Cali
- Landskampioen

1998
 River Plate
- Landskampioen

1999 Apertura, 1999 Clausura
 Paris Saint-Germain
- Beker

2006
 AC Milan
- Landskampioen

2010/11
- Supercup

2011/12
 Colombia
- Copa América

2001